# Verzorgingsplaats De Kraaienberg
Verzorgingsplaats De Kraaienberg is een Nederlandse verzorgingsplaats gelegen aan de A28 Utrecht-Groningen tussen afritten 15 en 16 nabij 't Harde. Aan de andere kant van de snelweg ligt even verderop verzorgingsplaats De Haere.
De naam Kraaienberg komt van een bos- en heidegebied in de directe omgeving. Ook de parkeerplaats was tot begin 2006 zeer bosrijk. Hierdoor werd het een zeer populaire ontmoetingsplaats voor homo's. De overlast die dit veroorzaakte (gebruikte condooms, etc.) deed Rijkswaterstaat echter besluiten de parkeerplaats helemaal kaal te snoeien en te kappen, in de hoop dat het hierdoor een minder aantrekkelijke plaats zou worden voor deze ontmoetingen en op deze manier de overlast zou worden beperkt.
Richting Groningen: Vanenburg · Dasselaar · Leuvenhorst · Willemsbos · De Kraaienberg · Bornheim · De Markte · Dekkersland · Lageveen · Smalhorst · Peelerveld · Glimmermade
Richting Utrecht: Witte Molen · Zeijerveen · De Mussels · Panjerd · Haerst ·  't Loo · Vosbergen · De Haere · Hendriksbos · Drielander · Oldenaller · Hooglanderveen